# Big Talk Productions
Big Talk Productions Ltd. — британская кино- и телевизионная производственная компания, учреждённая в 1995 году Найрой Парк. Компания располагается в Лондоне и выпускала такие фильмы как «Зомби по имени Шон» и «Типа крутые легавые». Компания также известна своими британскими ситкомами, такими как «Spaced» и «Free Agents». Саймон Пегг, Ник Фрост, Дилан Моран и Билл Бэйли — это лишь некоторые актёры, которые приобрели известность под производственным брендом Big Talk.

## Компания
Big Talk Productions была основана в 1995 году продюсером Найрой Парк. Первым телесериалом компании стал «Spaced», снял который режиссёр Эдгар Райт, а главные роли сыграли Саймон Пегг, Ник Фрост и Джессика Хайнес. Два сезона по 7 эпизодов в каждом были показаны в 1999—2001 годах. Сразу же после окончания второго сезона, сериал стал культовым.
Big Talk продолжила укреплять свои лидерские позиции в производстве британских ситкомов, таких как «Black Books» и «Free Agents». Однако, самыми известными продуктами компании стали следующие фильмы с участием Саймона Пегга и Ника Фроста. «Зомби по имени Шон» и «Типа крутые легавые», первые два фильма трилогии «Кровь и мороженое», упрочили карьеру актёров, исполнивших главные роли. В 2010 году Big Talk Productions в содружестве с Relativity Media выпустила фильм «Скотт Пилигрим против всех» — экранизацию серии комиксов «Скотт Пилигрим». Помимо этого, компания выпустила телесериал «Him & Her», где одним из продюсеров является генеральный директор Big Talk Кентон Аллен, а главную роль исполняет Рассел Тоуви; премьера сериала состоялась 6 сентября 2010 года в Великобритании на телеканале BBC Three. Вышедший в 2010 фильм «Пол», режиссёра Грега Моттолы, с Саймоном Пеггом и Ником Фростом в главных ролях, рассказывал о двух мужчинах, которые помогают беглому инопланетянину. Кроме всего вышеперечисленного, в январе 2010 года компания выпустила телевизионный сериал «Rev.» для BBC Two, который сфокусирован на ежедневных психологических срывах и моральных противоречиях священника (его сыграл Том Холландер).
Начиная с лета 2006 года, Эдгар Райт работал над фильмом о супергерое Marvel Comics «Человеке-муравье». В начале июня 2012 года режиссёр потратил около недели на съемки тестовых сцен для будущей ленты. Фильм вышел в 2015 году.
Big Talk работала над фильмом «Малыш на драйве», снимавшимся в США. Эта картина в жанре криминального боевика рассказывала о молодом водителе, работающем на криминального босса и принимающем участие в ограблении. Главные роли исполнили Энсел Эльгорт, Лили Джеймс и Кевин Спейси.
Big Talk была задействована при съёмке сериала «Они», экранизации романа Джона Ронсона, повествующем об американском военном подразделении, сформированном из людей с паранормальными способностями.

## Фильмография
| Год  | Фильм                      | Режиссёр     |
| ---- | -------------------------- | ------------ |
| 2004 | Зомби по имени Шон         | Эдгар Райт   |
| 2007 | Типа крутые легавые        | Эдгар Райт   |
| 2010 | Скотт Пилигрим против всех | Эдгар Райт   |
| 2010 | Пол                        | Грег Моттола |
| 2011 | Чужие на районе            | Джо Корниш   |
| 2012 | Армагеддец                 | Эдгар Райт   |
| 2019 | Рождённый стать королём    | Джо Корниш   |

### Телесериалы
| Год  | Название               | Сценаристы                                            |
| ---- | ---------------------- | ----------------------------------------------------- |
| 1999 | Долбанутые             | Саймон Пегг и Джессика Хайнес                         |
| 2001 | Black Books            | Дилан Моран, Грэхэм Лайнхэн, Кевин Сесил и Энди Райли |
| 2009 | Free Agents            | Крис Нил                                              |
| 2010 | Him & Her              | Стефан Голажевски                                     |
| 2011 | Ужин в пятницу вечером | Роберт Поппер                                         |